# 洛迪鎮區 (明尼蘇達州毛爾縣)
洛迪鎮區（英語：Lodi Township）是位於美國明尼蘇達州毛爾縣的一個行政鎮區。

## 地方資料
洛迪鎮區的面積為92.37平方千米，皆為陸地。根據2020年美國人口普查的數據，當地共有人口235人，而人口密度為每平方千米2.54人。